# 2013年兵庫県知事選挙
2013年兵庫県知事選挙（2013ねんひょうごけんちじせんきょ）は、2013年（平成25年）7月21日に投開票が行われた兵庫県知事を選出するための選挙。

## 概要
現職の井戸敏三の任期満了に伴う知事選挙。現職の井戸が4期目を目指し無所属で立候補したのに対し、共産党が推薦する田中耕太郎が前回の知事選に続いて立候補し、前回と同じ顔触れによる一騎討ちとなった。主な争点には、4期目を目指す井戸の多選の是非や県財政改革、災害対策など。尚、同日には国政選挙である第23回参議院議員通常選挙も執行された。
現職の井戸には政権与党である自民党、その自民党と連立政権を組む公明党や野党である民主党、更には社民党からの支援もあり、結果的に各党が井戸に相乗りする構図となった。公明党と社民党は党本部単位で推薦する一方で、自民党と民主党は4選以上を目指す首長に対して党本部単位での推薦をしないという両党の内規により県本部単位での推薦に留めた。
その中で国政選挙での躍進により存在感を示していた日本維新の会は独自候補擁立を目指した。道州制実施を始めとした同党が進める主張を悉く現職の井戸が批判するなど同党と井戸の関係が拗れている中で、この状況を打破するために関西広域連合の会長でもある井戸への対立候補を擁立する意向であった。しかし、伊丹・宝塚両市長選で同党公認候補が惨敗し勢いに陰りが見え始めたことや、同党共同代表の橋下徹の旧日本軍の従軍慰安婦を巡る発言などで同党支持率が低下したことなどから候補選考が難航。これに加え、同党新人候補を同県選挙区に擁立する同日執行の参院選に集中した方が良いという声が同党内から挙がったこともあり、最終的に独自候補擁立を断念した。
共産党は同党県委員会などが加盟する「憲法が輝く兵庫県政をつくる会」代表幹事を務める田中を前回の知事選に続いて無所属で擁立し推薦した。この他、民主党の支持団体である連合兵庫を始め、県医師連や県市長会などの各団体が井戸に出馬要請を行い推薦した。

## 選挙データ

### 告示日
- 2013年（平成25年）7月4日

### 執行日
- 2013年（平成25年）7月21日
  - 当日の投票時間帯:7:00 〜 20:00
  - 期日前投票:7月5日 〜 7月20日

### キャッチコピー
あしたの兵庫に、あなたの1票を。

### 同日選挙
- 第23回参議院議員通常選挙（7月4日 告示）
  - 兵庫県選挙区[13]
- 兵庫県議会議員補欠選挙（7月12日 告示）[13]
  - 神戸市垂水区選挙区（当該議員の衆院選出馬による辞職による）
- 淡路市議会議員選挙（7月14日 告示）[13]
- 上郡町長選挙（7月16日 告示、当該議員の辞職による）[13]
- 上郡町議会議員選挙（7月16日 告示、議会の解散による）[13]

## 立候補者
2名、届け出順。
| 立候補者名                       | 年齢 | 新旧 | 党派                                                   | 肩書き     |
| -------------------------------- | ---- | ---- | ------------------------------------------------------ | ---------- |
| 井戸敏三 （いど としぞう）       | 67   | 現   | 無所属 （公明党・社民党・自民党県連・民主党県連 推薦） | 兵庫県知事 |
| 田中耕太郎 （たなか こうたろう） | 64   | 新   | 無所属 （共産党 推薦）                                 | 団体役員   |

### 立候補が取り沙汰された人物
- 勝谷誠彦 - コラムニスト、ジャーナリスト。尼崎市出身。

告示直前の2013年7月1日、マスコミの取材に対し立候補を検討していると表明したが、翌日には所属事務所に対し立候補を見送ることを通達したことが判明した。

### 選挙のタイムライン
- 2013年3月25日 - 現職の井戸が県議会で出馬を表明。[17]
- 2013年4月7日 - 民主党県連が常任幹事会を開き、井戸の県連単位での推薦を決定。[6]
  - 4月8日 〜 4月17日までの間 - 自民党県連が井戸の県連単位での推薦を決定。[18]
- 2013年4月18日 - 新人の田中が出馬を表明し共産党が推薦を決定。[10]
- 2013年4月25日 - 公明党が中央幹事会を開き、井戸の推薦を決定。[4]
- 2013年6月7日 - 社民党県連が常任幹事会を開き、井戸の県連単位での推薦を決定。その後党本部も追認した。[5]
- 2013年6月19日 - 独自候補擁立を目指していた日本維新の会が会見で独自候補擁立を断念することを表明。[9]
- 2013年7月4日 - 告示。現職と新人による一騎討ちに。[1]
- 2013年7月21日 - 投開票。

## 選挙結果

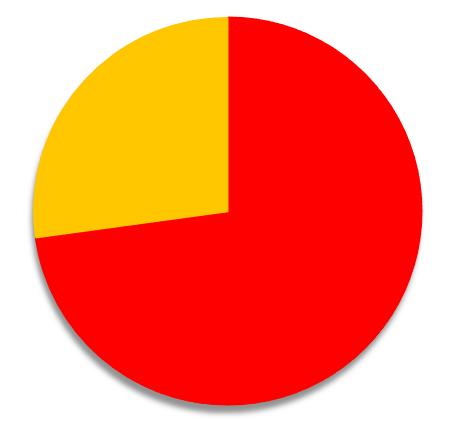
各候補の得票率（得票数の多かった順）

投票率は53.47%で参院選とのダブル選になった影響もあり、同じ顔触れで争った前回2009年の36.02%を大きく上回った。（前回比 +17.45%）。尚、今回と同じ参院・県知事ダブル選だった01年と比べると今回の方が僅かに下回った（-2.74%）。当日の有権者数は450万130人で、投票者数は240万6196人であった。
候補者別の得票数の順位、得票数、得票率、惜敗率、供託金没収概況は以下のようになった。供託金欄のうち「没収」とある候補者は、有効投票総数の10%を下回ったため全額没収された。惜敗率は未発表のため暫定計算とした（小数3位以下四捨五入）。
|      | 順位 | 候補者名    | 党派   | 新旧 | 得票数    | 得票率 | 惜敗率 | 供託金 |
| ---- | ---- | ----------- | ------ | ---- | --------- | ------ | ------ | ------ |
| 当選 | 1    | ■井戸敏三   | 無所属 | 現   | 1,684,146 | 72.84% | ----   |        |
|      | 2    | ■田中耕太郎 | 無所属 | 新   | 627,874   | 27.16% | 37.28% |        |

現職の井戸は、これまでの3期12年の県政運営の実績を強調。争点に浮上した、南海トラフ巨大地震に対する備えを始めとした災害・エネルギー対策や産業振興策などに対して、原発1基分に当たる「再生可能エネルギーの確保」や「認定こども園の倍増」など具体的な数値目標を公約に掲げ、無党派層などの浮動層の票を確実に獲得。これに加え、支援を表明した自民・民主・公明・社民の各党の援護のもとで各党支持層の票も堅くまとめ上げ、高齢・多選批判もある中、同県知事選最高得票数で圧勝した。
一方、共産党推薦で井戸と2度目の一騎討ちとなった田中は、井戸を支持する政権与党の自民党の政策を批判し、争点にも上がった脱原発や消費税増税反対を掲げた他、井戸県政に対しても「大企業優遇を行い庶民の生活を置き去りにしている」と評価し中小企業支援による地域活性化や中学校卒業までの医療費の無料化実施など井戸との対立軸を明確にし、現職批判票の取り込みを狙った。更に今回から解禁されたインターネットを利用した選挙運動も積極的に展開し、知名度向上を狙ったが、現職の厚い壁には今回も及ばなかった。

### 開票トラブル
県知事選と参院選の開票作業が行われていた西宮市の投票所では、市内の投票所から報告があった投票者合計より実際の票が600票程少ないことが判明し、7月22日未明から集計をやり直すトラブルがあった。その後、一部の投票者数を二重に数えるミスが発生したことが分かり、確定投票数と確定投票率の発表が大幅に遅れた。だが、修正後でも50〜119票の食い違いが残り、最終的に計229票を「持ち帰り票」と見なして票数の帳尻を合わせる異例の対応となった。この影響で7月22日未明には一旦発表された知事選と参院選県全体の確定投票率が明け方になり修正されるなどの混乱が生じた。
しかし、同市選挙管理委員会では疑問が残るとして選挙後に再調査を行った結果、市内の5つの投票所で入場整理券を計43枚多く数えていたことが判明。投票箱には入れられなかった投票用紙の確認も十分でなかった為、投開票から1ヶ月以上経った2013年9月3日に同市選挙管理委員会は最終的に全体から計129票を減らし訂正する方針を固めた。同市の投票率は0.01%下がったが県全体の投票率には影響しなかった。それでも、これを除いても100票は行方不明のままとなり、同市選挙管理委員会は手続き期間も過ぎているとして、このまま再調査を終えた。